# Thom Matthews
Thom Matthews (Los Ángeles, 28 de noviembre de 1958) es un actor estadounidense.

## Carrera
Thom Matthews comenzó trabajando en series de televisión. En 1985 actuó en la película The Return of the Living Dead. En 1986 protagonizó Viernes 13 Parte VI, Jason vive. En 1988 actuó en Return of the Living Dead Part II. En 1994 actuó en Kickboxer IV: The Aggressor. En 1997 actuó en la película Mean Guns.

## Filmografía

### Películas
- 1984: The Woman in Red: Erik
- 1998: Alien from L.A.: Charmin'
- 1985: The Return of the Living Dead: Freddy
- 1986: Viernes 13 Parte VI, Jason vive: Tommy Jarvis
- 1986: Dangerously Close: Brian Rigletti
- 1987: Down Twisted: Damalas
- 1987: Dirty Dozen: The Deadly Mission: Francis Kelly
- 1988: Return of the Living Dead Part II: Joey
- 1990: Sporting Chance: Sonny Hilderbrand
- 1990: Rock Hudson: Tim Murphy
- 1990: Midnight Cabaret: David
- 1991: Born to Ride: Willis
- 1991: The Letters from Moab: Tom
- 1991: Bloodmatch: Brick Bardo
- 1993: Nemesis: Marion
- 1994: Kickboxer 4: The Aggressor: Bill
- 1994: In the Living Years: Dan Donahue
- 1995: Heatseeker: Bradford
- 1996: If Looks Could Kill: Walter
- 1996: Raven Hawk: Stiles
- 1997: The Peacemaker: Rich Numbers
- 1997: Mean Guns: Crow
- 1997: Blast: Bill
- 1998: Crazy Six: Andrew
- 1998: Waiting for Woody: Bike Messenger
- 2000: Fail Safe: Billy Flynn
- 2001: The Vampire Hunters Club: Henry Pratt
- 2009: A Letter to Dad

### Series de televisión
- 1982-1984: Falcon Crest: Paramédico N° 2 (2 episodios)
- 1983: Dynasty: Secretario (2 episodios)
- 1984: Paper Dolls: Lewis Crosby (6 episodios)
- 1989: CBS Summer Playhouse: Cal (episodio "The Heat")
- 1995: ER: Michael Mazovick (episodio "And Baby Makes Two")